# Comité Olímpico Nacional de Timor-Leste
O Comitê Olímpico Nacional de Timor-Leste é a entidade máxima do desporto em Timor-Leste. Foi criado no ano 2003, e reconhecido pelo Comitê Olímpico Internacional (COI) no mesmo ano. O seu atual presidente é Francisco Kalbuadi Lay. 

## Ligações Externas
- Comitê Olímpico Nacional de Timor-Leste